# 가분물
가분물(可分物)은 물건의 성질 및 가치를 현저히 손상시키지 않고 분할할 수 있는 물건이다.(예: 金錢·穀物·土地 등) 불가분물(不可分物)은 분할하면 지금까지의 성질 및 가치를 상실하는 물건을 말한다. (예: 1匹의 말, 1채의 建物 등) 이 구별의 실익은 공유관계(262조)나 다수당사자의 채권(408조) 등에 관하여 생긴다. 또한 가분물이라도 당사자의 의사로써 특히 그것을 불가분물로 다루어질 수도 있다(409조 참조).